# Joaquín Leguina Herrán
Joaquín Leguina Herrán (Villaescusa, Cantàbria, 5 de maig de 1941) és un polític i intel·lectual socialista espanyol. Va ser el primer president de la Comunitat de Madrid (1983-1995).

## Formació i activitat acadèmica
Va obtenir la llicenciatura en ciències econòmiques a la Universitat de Bilbao el 1965. Més tard va aconseguir el doctorat en Ciències Econòmiques en la Universitat Complutense de Madrid (1972) i en Demografia per la Universitat de la Sorbona a París (1973). Des de 1967 és funcionari de l'Estat, com Estadístic Facultatiu de l'Institut Nacional d'Estadística. Entre 1968 i 1972 i, posteriorment, entre 1974 i 1979, va ser professor en la Universitat Complutense de Madrid. Va representar a Espanya, entre 1970 i 1973, en diversos fòrums internacionals en qualitat de demògraf (Nacions Unides, OCDE, Consell d'Europa). El 1973 va ser contractat com a demògraf Expert per la Comissió Econòmica per a Amèrica Llatina i el Carib (CEPAL) de Nacions Unides, sent comissionat per aquesta institució a Xile. Allí, va ser testimoni del cop d'estat del general Augusto Pinochet contra el govern de Salvador Allende.

## Activitat política
L'activitat política de Joaquín Leguina començà en la universitat, en grups antifranquistes. Posteriorment milità al Felipe, a Convergència Socialista de Madrid (on coincidí amb Juan Barranco, Enrique Barón o José Barrionuevo) i, quan aquesta va confluir amb l'Agrupació Socialista Madrilenya, en el PSOE (1977).
El 1979 fou elegit regidor de l'ajuntament de Madrid, encarregant-se de la regidoria d'Hisenda en la corporació presidida per Enrique Tierno Galván. El desembre d'aquell any, Joaquín Leguina fou elegit secretari general de la Federació Socialista Madrilenya. En el congrés, els antics "convergents", amb suport de l'aparell central del PSOE, en mans de Felipe González, van prendre el poder, desbancant la facció encapçalada per Alonso Puerta (que posteriorment abandonaria el PSOE per a ingressar al Partido de Acción Socialista, un dels fundadors d'Izquierda Unida).
A les eleccions generals d'octubre de 1982, va ser escollit diputat per la província de Madrid, encara que va abandonar l'escó a l'any següent quan, com a cap de llista del PSOE a la Comunitat de Madrid, va ser-ne elegit president. Va ser el primer president de la institució, càrrec que va ocupar entre 1983 i 1995, quan va ser derrotat per Alberto Ruiz Gallardón. Durant els anys noranta, la Federació Socialista Madrilenya va travessar una etapa turbulenta. Leguina, líder dels anomenats "renovadors" (oposats als "guerristes"), va ocupar la secretaria general fins a 1991. En aquest any, va donar el relleu a Teófilo Serrano al qui substituí el 1994, el també renovador i home de confiança de Leguina Jaime Lissavetzky (que es mantindria al capdavant de la FSM fins a 2001).
A les eleccions generals espanyoles de 1996, Leguina va ser elegit diputat, sent reelegit en la següent legislatura (2000-2004), en la qual va ser nomenat president de la Comissió de Defensa del Congrés. Va donar suport Joaquín Almunia en les primàries socialistes per a escollir candidat a la presidència del govern el 1998 (que van ser guanyades per Josep Borrell), i aquest mateix any es va postular com a candidat del PSOE a l'ajuntament de Madrid, però fou derrotat a les primàries per Fernando Morán. Després de la dimissió de Joaquín Almunia com a secretari general del PSOE, Leguina va donar suport a José Bono en el XXXV Congrés del PSOE, el qual va ser derrotat pel després president del Govern, José Luis Rodríguez Zapatero.

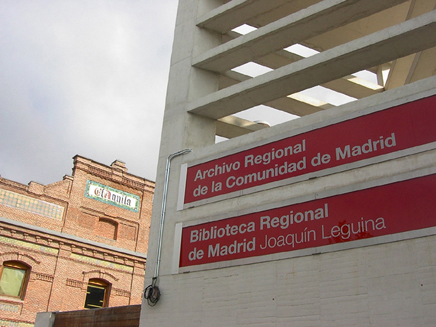
Entrada de la Biblioteca Regional Joaquín Leguina.

Després de les Eleccions generals espanyoles de 2004 (2004-2008) fou diputat i president de la Comissió de Defensa del Congrés dels Diputats. El 2006 anuncià la seva retirada en finalitzar la legislatura, no presentant-se a la següent convocatòria electoral.
La biblioteca de la Comunitat de Madrid porta el seu nom: Biblioteca Regional Joaquín Leguina.

## Obra literària

### Assaig
- Los ríos desbordados, un ensayo político. Plaza & Janés Editores, (1994).
- Defensa de la política. Ediciones B, (1995).
- Malvadas y virtuosas: retratos de mujeres inquietantes. Temas de Hoy, (1997).
- El Chile de la unidad popular, 1970-1973. Ateneo de Córdoba, (1998).
- Años de hierro y esperanza. Espasa-Calpe, (2000).
- Ramón Franco. El hermano olvidado del dictador. J. Leguina y A. Núñez. Temas de Hoy, (2002).
- Conocer gente: recuerdos casi políticos. Aguilar (2005).

### Novel·la
- Historias de la Calle Cádiz. Ediciones Akal, (1985).
- La fiesta de los locos. Editorial Mondadori, (1990).
- Tu nombre envenena mis sueños. Plaza & Janés editores, (1992).
- La tierra más hermosa. Alfaguara, (1996).
- El corazón del viento. Alfaguara, (2000).
- Cuernos. Cuentos. Alfaguara, (2002).
- Por encima de toda sospecha. Ediciones Témpora, (2003).
- El rescoldo. Novela. Editorial Alfaguara, (2004).
- Por encima de toda sospecha. Ediciones Témpora, (2006).
- Las pruebas de la infamia: un nuevo caso del abogado Baquedano. Novela negra. Tropismos, (2006).